# 무니르 오바디
무니르 오바디(아랍어: منير عبادي , 프랑스어: Mounir Obbadi, 1983년 4월 4일 ~ )는 프랑스에서 태어난 모로코의 전 축구 선수이다.

## 경력
오바디는 단 한 번도 1군 팀 경기에 뛰지는 못했지만 파리 생제르맹 2군에서 선수 생활을 시작했다. 앙제 SCO로 1년 임대를 다녀온 후인 2005년에 그는 정식 계약으로 계약을 수정하였다. 2007년 1월, 그는 해당 시즌에 임대를 통해 앙제로 돌아오기전에, 리그 2의 ESTAC에 입단했다. ESTAC가 강등된후, 그는 1군팀의 선수가 되어, 소속팀을 위해 뛰었다. 플레이메이커로서, 경기장에서 가장 영향력있는 선수중 한명이였고, 팀을 샹피오나 나시오날(프랑스 3부 리그)에서 리그1으로 승격시키기 위해 3시즌간(2010-2012)을 기여했다. 그는 2013년 1월에 리그 2의 모나코와 계약을 맺었고 박스투박스로 뛰며 시즌 종료후 승격을 확보시켰다. 2014년 7월 15일, 그는 2014–15 시즌간 세리에 A의 베로나로 임대되었다.